# Chicago XXX
Chicago XXX es el vigésimo álbum de estudio de la banda de rock estadounidense Chicago, publicado el 21 de marzo de 2006 y producido por Jay DeMarcus. Es el primer álbum de estudio de la banda compuesto en su totalidad por material nuevo, desde Twenty 1 de 1991.

## Lista de canciones
1. "Feel" (Hot single mix) - 4:01
2. "King of Might Have Been" - 3:52
3. "Caroline" - 3:39
4. "Why Can't We" - 4:07
5. "Love Will Come Back" - 3:48
6. "Long Lost Friend" - 4:33
7. "90 Degrees and Freezing" - 3:52
8. "Where Were You" - 4:17
9. "Already Gone" - 6:51
10. "Come to Me, Do" - 4:36
11. "Lovin' Chains" - 3:56
12. "Better" - 4:41
13. "Feel" (Horn section mix) - 4:30

## Créditos
- Bill Champlin – teclados, voz
- Keith Howland – guitarras, teclados, voz
- Robert Lamm – teclados, voz
- Lee Loughnane – trompeta, bajo
- James Pankow – trombón
- Walter Parazaider – saxofón
- Jason Scheff – bajo, voz
- Tris Imboden – batería